# コンスタンチン・リフシッツ
コンスタンチン・リフシッツ（Konstantin Lifschitz, 1976年 - ）はロシアのピアニスト。

## 人物
ソビエト連邦のハリコフ（現在のウクライナ・ハルキウ）生まれ。わずか5歳でモスクワのグネーシン音楽大学に進み、タチアナ・ゼリクマンの指導を受ける。18歳の卒業記念リサイタルのときに録音されたヨハン・ゼバスティアン・バッハのゴールドベルク変奏曲が絶賛されグラミー賞にノミネートされた。2004年にはロンドンの王立音楽院のフェローとなった。

## 主なレパートリー
ヨハン・ゼバスティアン・バッハ、ショパン